# 鲍勃·迪普伊
鲍勃·迪普伊（英語：Bob Dupuis，1952年8月26日—），加拿大男子冰球运动员，场上位置是守门员。他曾代表加拿大国家队参加1980年冬季奥林匹克运动会冰球比赛，获得第6名。